# 布爾加斯足球俱樂部
布爾加斯足球俱樂部是保加利亞的足球俱樂部，位於布爾加斯。目前參加保加利亞頂級足球聯賽保加利亞足球甲級聯賽的賽事。在2005年進行重組。球隊的主場球場目前正在進行擴建。

## 外部連結
- （保加利亚文）（英文） Official website
- （英文） UEFA Profile （页面存档备份，存于）